# Loxosceles coquimbo
Loxosceles coquimbo is een spinnensoort uit de familie van de Vioolspinnen (Sicariidae). De wetenschappelijke naam van de soort werd voor het eerst geldig gepubliceerd in 1967 door Willis J. Gertsch.

## Verspreiding
De soort is uitsluitend bekend van de Chileense regio Coquimbo.